# Betchat
Betchat [bɛtʃat] est une commune forestière, située en limite ouest du département de l'Ariège en région Occitanie.
Localisée dans le nord-ouest du département, la commune  fait partie, sur le plan historique et culturel, du Couserans, pays aux racines gasconnes structuré par le cours du Salat (affluent de la Garonne). Exposée à un climat océanique altéré, elle est drainée par le  Lens, le  Lavin, le ruisseau de Belloc, le ruisseau de Soumet et par divers autres petits cours d'eau. Incluse dans le parc naturel régional des Pyrénées ariégeoises, la commune possède un patrimoine naturel remarquable composé de deux zones naturelles d'intérêt écologique, faunistique et floristique.
Betchat est une commune rurale qui compte 356 habitants en 2022, après avoir connu un pic de population de 1 437 habitants en 1851. Elle fait partie de l'aire d'attraction de Saint-Girons. Ses habitants sont appelés les Betchatois ou Betchatoises.

## Géographie

### Localisation
1. Carte dynamique
2. Carte Openstreetmap
3. Carte topographique
4. Carte avec les communes environnantes

La commune de Betchat se trouve dans le département de l'Ariège, en région Occitanie.
Commune des Pyrénées située dans le parc naturel régional des Pyrénées ariégeoises, elle est limitrophe avec le département de la Haute-Garonne au nord-ouest et à l'ouest.
Elle se situe à 50 km à vol d'oiseau de Foix, préfecture du département, à 16 km de Saint-Girons, sous-préfecture, et à 14 km de Saint-Lizier, bureau centralisateur du canton des Portes du Couserans dont dépend la commune depuis 2015 pour les élections départementales.
La commune fait en outre partie du bassin de vie de Salies-du-Salat.
Les communes les plus proches sont : 
Marsoulas (1,9 km), Escoulis (2,7 km), Touille (3,4 km), Cassagne (4,0 km), La Bastide-du-Salat (4,5 km), Salies-du-Salat (4,5 km), Belbèze-en-Comminges (4,7 km), His (4,7 km).
Sur le plan historique et culturel, Betchat fait partie du Couserans, pays aux racines gasconnes structuré par le cours du Salat (affluent de la Garonne), que rien ne prédisposait à rejoindre les anciennes dépendances du comté de Foix.
Betchat est limitrophe de douze autres communes dont quatre dans le département de la Haute-Garonne.
Les communes limitrophes sont Bagert, La Bastide-du-Salat, Bédeille, Cérizols, Fabas, Lacave, Mercenac, Prat-Bonrepaux, Cassagne, Marsoulas, Touille et Escoulis.
| Cassagne (Haute-Garonne), Marsoulas (Haute-Garonne) | Escoulis (Haute-Garonne) | Cérizols, Fabas  |
| Touille (Haute-Garonne)                             | Betchat                  | Bédeille         |
| La Bastide-du-Salat, Lacave                         | Prat-Bonrepaux           | Bagert, Mercenac |

### Géologie et relief
La commune est située dans les Pyrénées, une chaîne montagneuse jeune, érigée durant l'ère tertiaire (il y a 40 millions d'années environ), en même temps que les Alpes. Elle est marquée par le front du chevauchement frontal nord-pyrénéen qui la traverse d'est en ouest, séparant la Zone nord-pyrénéenne (ZNP) au sud de la Zone sous-pyrénéenne (ZSP) au nord, qui constitue la frange sud du Bassin aquitain. Les terrains affleurants sur le territoire communal sont constitués de roches sédimentaires datant pour certaines du Mésozoïque, anciennement appelé Ère secondaire, qui s'étend de −252,2 à −66,0 Ma, et pour d'autres du Paléozoïque, une ère géologique qui s'étend de −541 à −252,2 Ma (millions d'années). La structure détaillée des couches affleurantes est décrite dans la feuille « n°1055 - Saint-Gaudens » de la carte géologique harmonisée au 1/50 000ème du département de l'Ariège, et sa notice associée.
La superficie cadastrale de la commune publiée par l’Insee, qui sert de références dans toutes les statistiques, est de 22 km2,. La superficie géographique, issue de la BD Topo, composante du Référentiel à grande échelle produit par l'IGN, est la même.L'altitude du territoire varie entre 296 m et 491 m.

### Hydrographie

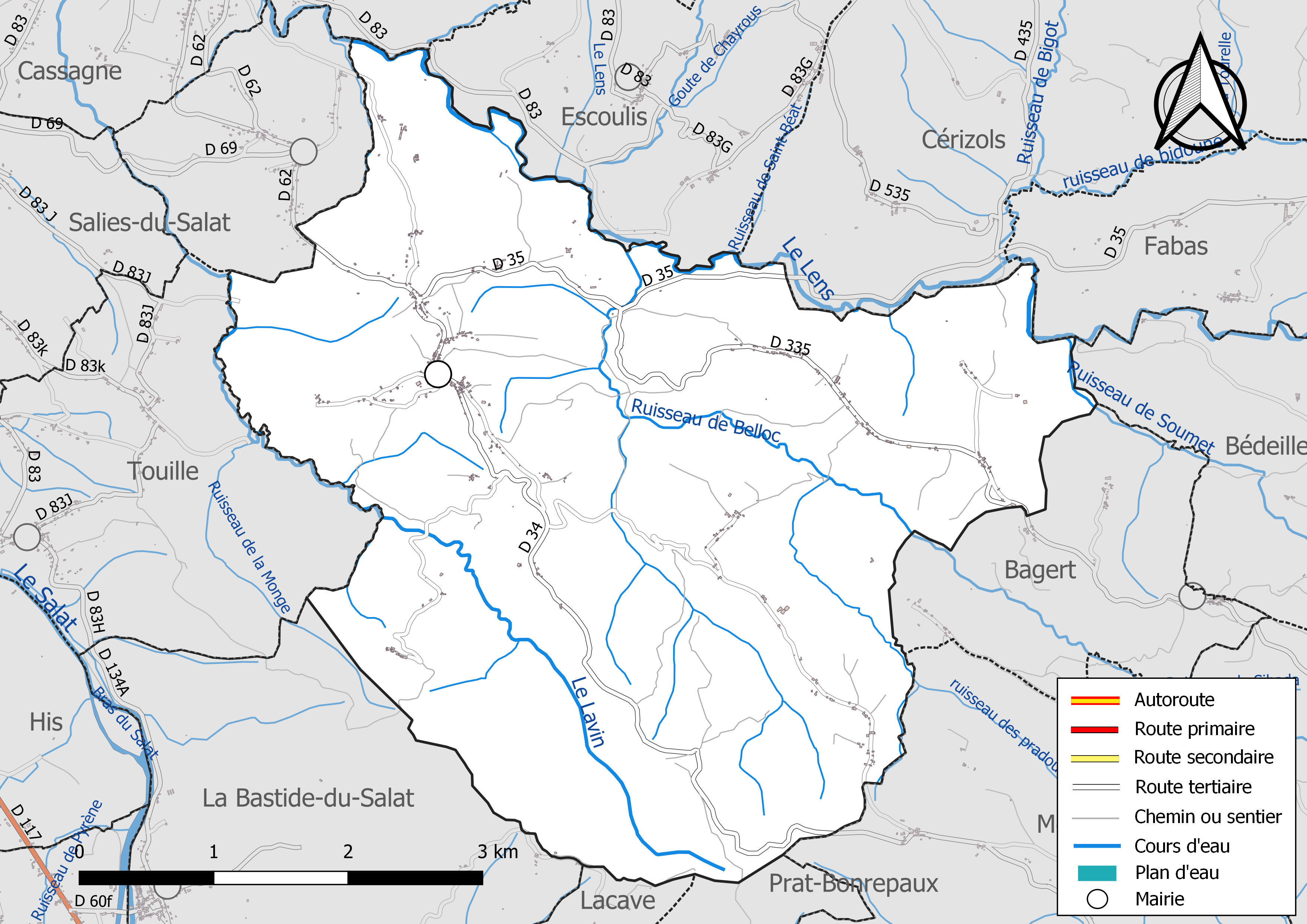
Réseaux hydrographique et routier de Betchat.

La commune est dans le bassin versant de la Garonne, au sein du bassin hydrographique Adour-Garonne. Elle est drainée par le Lens, le Lavin, le ruisseau de Belloc, le ruisseau de Soumet, un bras du Lens, le ruisseau de Saint-Béat, le ruisseau des pradous et par divers petits cours d'eau, constituant un réseau hydrographique de 33 km de longueur totale,.
Le Lens, d'une longueur totale de 25,6 km, prend sa source dans la commune de Lasserre et s'écoule d'est en ouest. Il traverse la commune et se jette dans le Salat à Mazères-sur-Salat, après avoir traversé 10 communes.
Le Lavin, d'une longueur totale de 11,3 km, prend sa source dans la commune de Betchat et s'écoule du sud-est vers le nord-ouest. Il traverse la commune et se jette dans le Salat à Mazères-sur-Salat, après avoir traversé 6 communes.

### Climat
Pour des articles plus généraux, voir Climat de l'Occitanie et Climat de l'Ariège.
En 2010, le climat de la commune est de type climat océanique altéré, selon une étude s'appuyant sur une série de données couvrant la période 1971-2000. En 2020, Météo-France publie une typologie des climats de la France métropolitaine dans laquelle la commune est exposée à un climat de montagne et est dans la région climatique Pyrénées centrales, caractérisée par une pluviométrie annuelle de 1 000 à 1 200 mm.
Pour la période 1971-2000, la température annuelle moyenne est de 12,5 °C, avec une amplitude thermique annuelle de 14,9 °C. Le cumul annuel moyen de précipitations est de 918 mm, avec 9,6 jours de précipitations en janvier et 6,8 jours en juillet. Pour la période 1991-2020, la température moyenne annuelle observée sur la station météorologique la plus proche, située sur la commune de Cérizols à 6 km à vol d'oiseau, est de 12,3 °C et le cumul annuel moyen de précipitations est de 976,4 mm,. Pour l'avenir, les paramètres climatiques de la commune estimés pour 2050 selon différents scénarios d'émission de gaz à effet de serre sont consultables sur un site dédié publié par Météo-France en novembre 2022.

### Milieux naturels et biodiversité

#### Espaces protégés
La protection réglementaire est le mode d’intervention le plus fort pour préserver des espaces naturels remarquables et leur biodiversité associée,.
La commune fait partie du parc naturel régional des Pyrénées ariégeoises, créé en 2009 et d'une superficie de 245 973 ha, qui s'étend sur 138 communes du département. Ce territoire unit les plus hauts sommets aux frontières de l’Andorre et de l’Espagne (la Pique d’Estats, le mont Valier, etc) et les plus hautes vallées des avants-monts, jusqu’aux plissements du Plantaurel.

#### Zones naturelles d'intérêt écologique, faunistique et floristique
L’inventaire des zones naturelles d'intérêt écologique, faunistique et floristique (ZNIEFF) a pour objectif de réaliser une couverture des zones les plus intéressantes sur le plan écologique, essentiellement dans la perspective d’améliorer la connaissance du patrimoine naturel national et de fournir aux différents décideurs un outil d’aide à la prise en compte de l’environnement dans l’aménagement du territoire.
Une ZNIEFF de type 1 est recensée sur la commune :
« le Salat et le Lens » (712 ha), couvrant 32 communes dont 21 dans l'Ariège et 11 dans la Haute-Garonne et une ZNIEFF de type 2, : 
les « coteaux de l'ouest du Saint-Gironnais » (7 504 ha), couvrant 17 communes dont 13 dans l'Ariège et 4 dans la Haute-Garonne.

Carte des ZNIEFF de type 1 et 2 à Betchat.
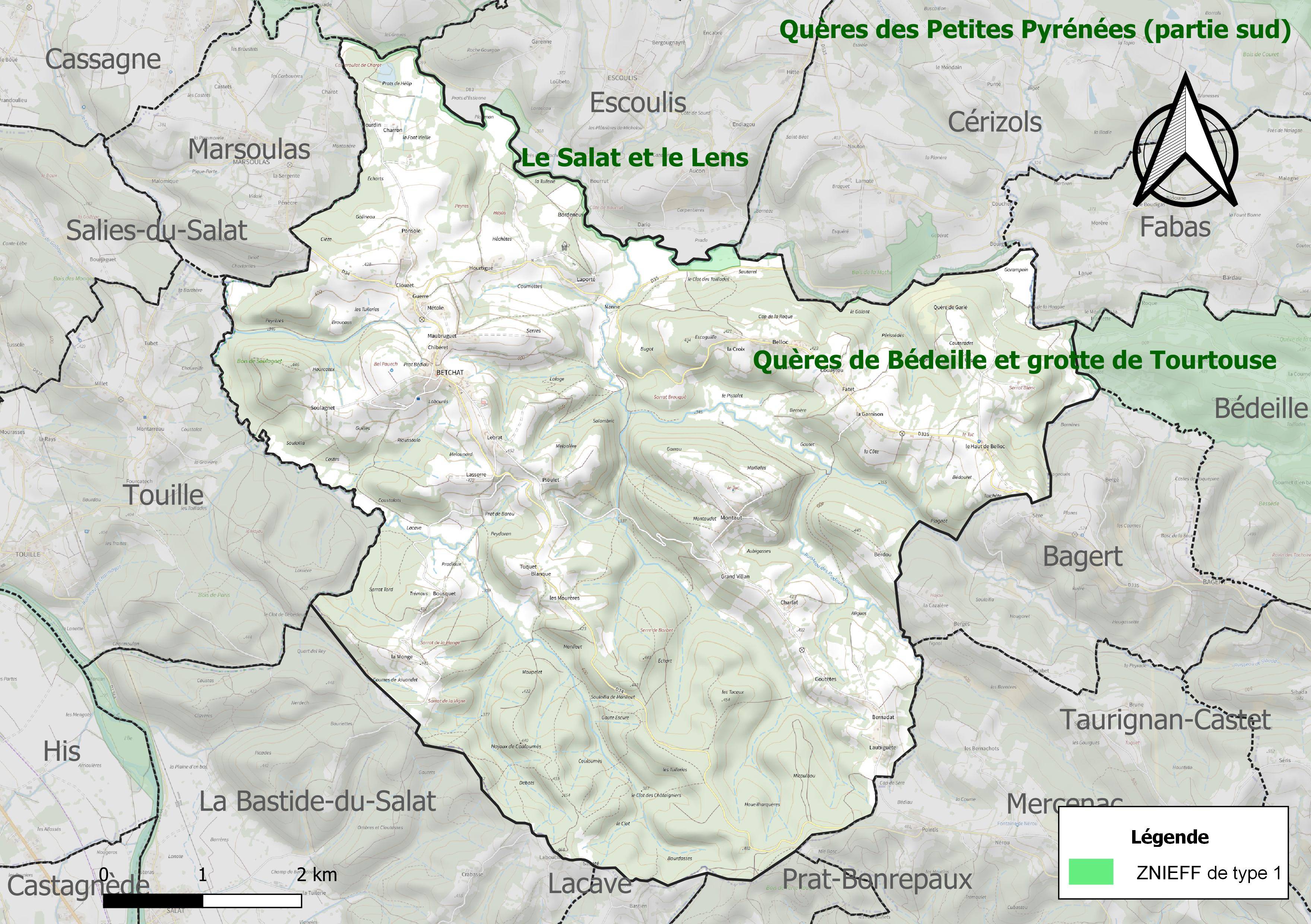
Carte de la ZNIEFF de type 1 sur la commune.
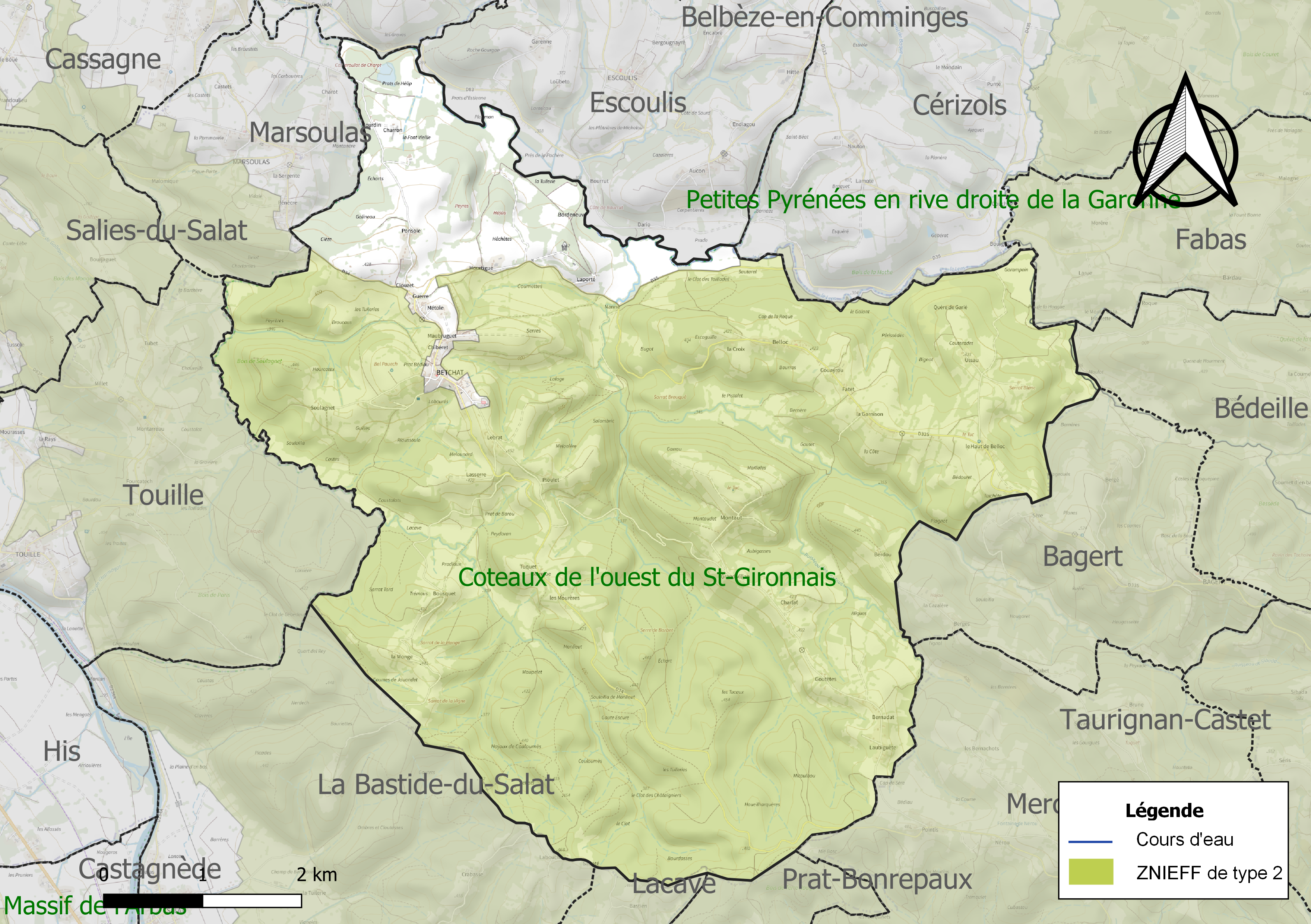
Carte de la ZNIEFF de type 2 sur la commune.

## Urbanisme

### Typologie
Au 1er janvier 2024, Betchat est catégorisée commune rurale à habitat dispersé, selon la nouvelle grille communale de densité à 7 niveaux définie par l'Insee en 2022.
Elle est située hors unité urbaine. Par ailleurs la commune fait partie de l'aire d'attraction de Saint-Girons, dont elle est une commune de la couronne,. Cette aire, qui regroupe 70 communes, est catégorisée dans les aires de moins de 50 000 habitants,.

### Occupation des sols

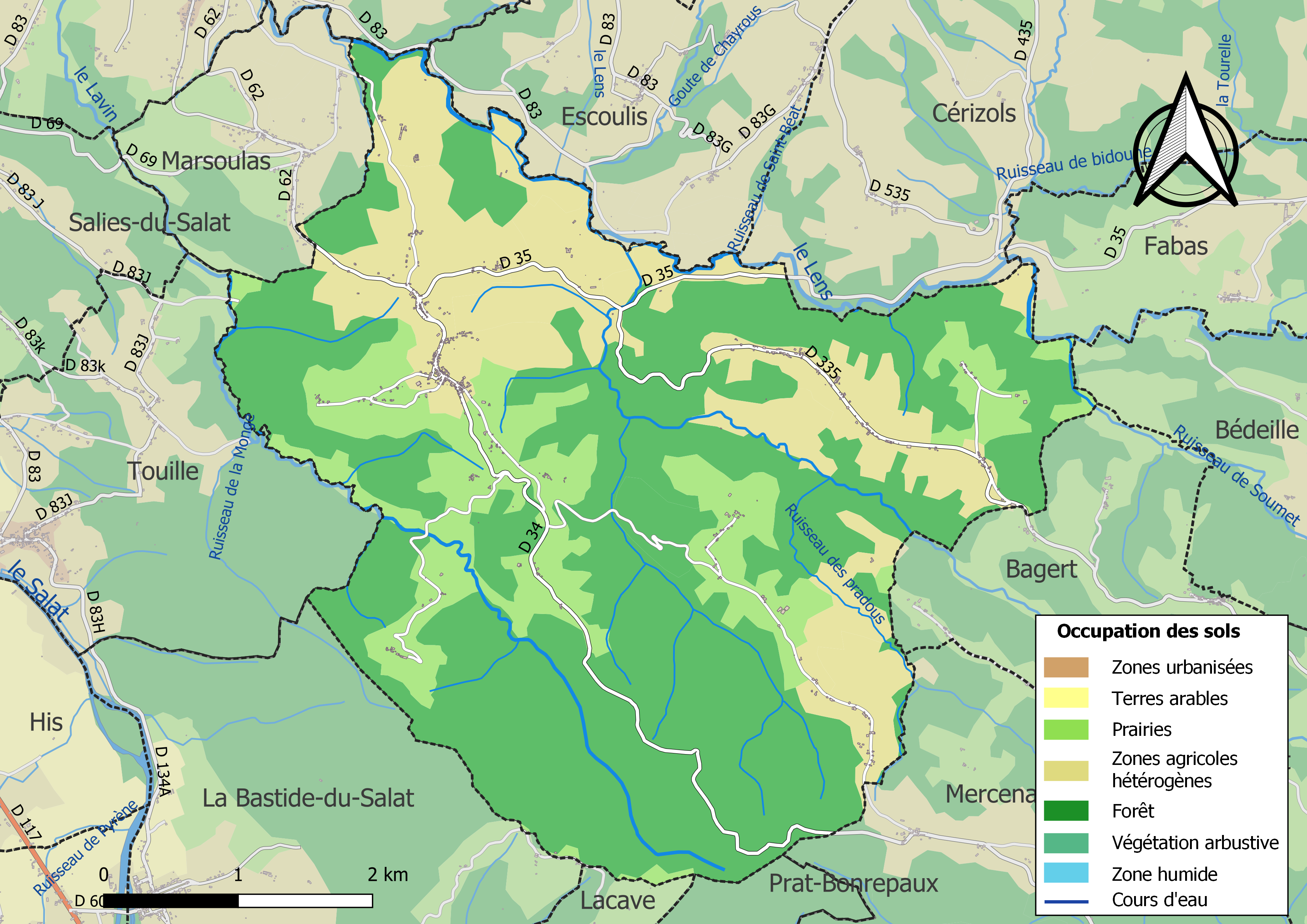
Carte des infrastructures et de l'occupation des sols de la commune en 2018 (CLC).

L'occupation des sols de la commune, telle qu'elle ressort de la base de données européenne d’occupation biophysique des sols Corine Land Cover (CLC), est marquée par l'importance des forêts et milieux semi-naturels (58,1 % en 2018), une proportion identique à celle de 1990 (58,1 %). La répartition détaillée en 2018 est la suivante : 
forêts (58,1 %), zones agricoles hétérogènes (24,8 %), prairies (17,1 %). L'évolution de l’occupation des sols de la commune et de ses infrastructures peut être observée sur les différentes représentations cartographiques du territoire : la carte de Cassini (XVIIIe siècle), la carte d'état-major (1820-1866) et les cartes ou photos aériennes de l'IGN pour la période actuelle (1950 à aujourd'hui).

### Hameaux
Hameaux : Belloc, Bernadat, Bousquet, Blanque, Charlat, Clouzet, Hourtigué, Jourdain, Lamonge, Lasserre, Montaut, Pamolle, Soulagnet,

### Habitat et logement
En 2018, le nombre total de logements dans la commune était de 265, alors qu'il était de 256 en 2013 et de 245 en 2008.
Parmi ces logements, 63,4 % étaient des résidences principales, 23,4 % des résidences secondaires et 13,2 % des logements vacants. Ces logements étaient pour 97,4 % d'entre eux des maisons individuelles et pour 1,9 % des appartements.
Le tableau ci-dessous présente la typologie des logements à Betchat en 2018 en comparaison avec celle de l'Ariège et de la France entière. Une caractéristique marquante du parc de logements est ainsi une proportion de résidences secondaires et logements occasionnels (23,4 %) inférieure à celle du département (24,6 %) mais supérieure à celle de la France entière (9,7 %). Concernant le statut d'occupation de ces logements, 82,1 % des habitants de la commune sont propriétaires de leur logement (83,8 % en 2013), contre 66,3 % pour l'Ariège et 57,5 % pour la France entière.
| Typologie                                               | Betchat | Ariège | France entière |
| ------------------------------------------------------- | ------- | ------ | -------------- |
| Résidences principales (en %)                           | 63,4    | 65,7   | 82,1           |
| Résidences secondaires et logements occasionnels (en %) | 23,4    | 24,6   | 9,7            |
| Logements vacants (en %)                                | 13,2    | 9,7    | 8,2            |

### Voies de communication et transports
Accès avec les routes départementales D 34, D 35 et D 335.

### Risques majeurs

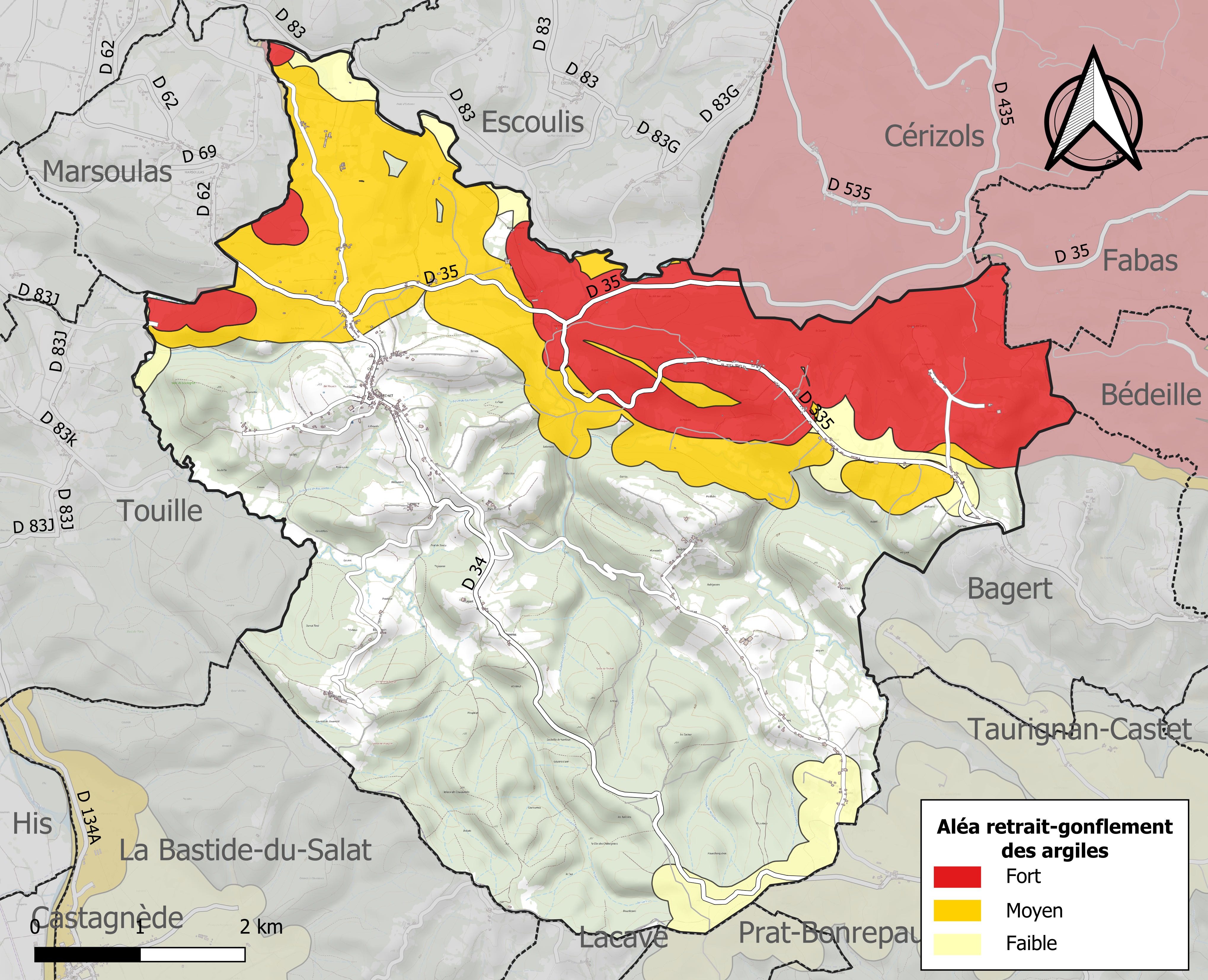
Zonage de l'aléa retrait-gonflement des argiles sur la commune de Betchat.

Le territoire de la commune de Betchat est vulnérable à différents aléas naturels : inondations, climatiques (grand froid ou canicule), feux de forêts, mouvements de terrains et séisme (sismicité modérée),.
Certaines parties du territoire communal sont susceptibles d’être affectées par le risque d’inondation par débordement, crue torrentielle d'un cours d'eau, ou ruissellement d'un versant.
Les mouvements de terrains susceptibles de se produire sur la commune sont soit des chutes de blocs, soit des glissements de terrains, soit des effondrements liés à des cavités souterraines, soit des mouvements liés au retrait-gonflement des argiles. Près de 50 % de la superficie du département est concernée par l'aléa retrait-gonflement des argiles, dont la commune de Betchat. L'inventaire national des cavités souterraines permet par ailleurs de localiser celles situées sur la commune.

## Histoire

### Préhistoire
La grotte de Roquecourbère se trouve dans le nord de la commune en rive gauche (côté sud) du Lens. Sa longueur est d'environ 30 à 35 m. Elle a été occupée au Moustérien, au Solutréen et au Magdalénien. C'est l'un des trois sites solutréens connus en 2000 dans les Pyrénées, avec l'abri des Harpons et la grotte des Rideaux qui font partie de l'ensemble des grottes de Lespugue en Haute-Garonne. Elle a malheureusement été complètement vidée par J. Cazedessus en 1927 ; toute sa collection a été vendue au musée Field de Chicago. Le comte Henri Bégouën a cependant réussi à collecter une trentaine de belles pièces lithiques, qui se trouvent au musée d'histoire naturelle de Toulouse. Les pièces solutréennes sont principalement du type « feuille de laurier », à différents stades de façonnage, utilisant du silex « bleu » des Pyrénées. Trois pièces sont faites de silex de provenance éloignée : deux feuilles de laurier dont une entière et une cassée viennent d'un gîte à silex de type « Hibarette » (à environ 100 km à l'ouest, au sud de Tarbes) ; et la matière première d'une pièce foliacée asymétrique du « type de Montaut provient des gîtes de Tercis dans les Landes (à environ 220 km ouest-nord-ouest). La quantité des pièces collectée indique une activité de taille importante dans la grotte. 

Des gravures pariétales y sont découvertes en 1975 par Robert Simonnet : un petit panneau sur la paroi gauche près de l'entrée de la grotte, comportant des traits et inscriptions dont une rouelle, et un bouquetin au centre mesurant 15,4 cm du museau à la croupe ; les contours du dos et du bout du museau sont représentés par des fissures de la roche. Le style rappelle celui des gravures de certains bouquetins solutréens de l'Ardèche. Mais une analyse approfondie révèle que cette gravure est moderne.
Au pied de la falaise portant la grotte se trouve un atelier de plein-air couvrant plusieurs hectares, daté du début de l'Aurignacien dans les années 1930 mais une réévaluation de son industrie en 2000 donne ce site pour un solutréen.

### Temps modernes
Après la révolution, 100 à 140 bateaux par an étaient construits à Lacave avec des bois d'œuvre de la forêt de Betchat. Ils étaient acheminés vers Toulouse par le Salat, puis la Garonne.
Au 19° siècle, il y avait à Betchat une étude notariale tenue par : 
- En 1863 par Maître Floréal Durégne, notaire.
- En 1884 par Maître Victor Durégne, notaire.

### Seconde Guerre mondiale
Un maquis FTP se forme début 1943, rassemblant des résistants de Cazères et de Salies. Son chef est Jean Blasco (dit Max), âgé de 19 ans (ce qui en fait un des plus jeunes chefs de maquis de France). Le maquis est attaqué par les Allemands le 10 juin 1944 mais il échappe à l'encerclement, puis participe à la libération de Cazères et de Toulouse.

## Politique et administration

### Découpage territorial
La commune de Betchat est membre de la communauté de communes Couserans-Pyrénées, un établissement public de coopération intercommunale (EPCI) à fiscalité propre créé le 18 novembre 2016 dont le siège est à Saint-Lizier. Ce dernier est par ailleurs membre d'autres groupements intercommunaux.
Sur le plan administratif, elle est rattachée à l'arrondissement de Saint-Girons, au département de l'Ariège, en tant que circonscription administrative de l'État, et à la région Occitanie.
Sur le plan électoral, elle dépend du canton des Portes du Couserans pour l'élection des conseillers départementaux, depuis le redécoupage cantonal de 2014 entré en vigueur en 2015, et de la deuxième circonscription de l'Ariège  pour les élections législatives, depuis le redécoupage électoral de 1986.

### Administration municipale
Le nombre d'habitants au recensement de 2017 étant compris entre 100 et 499, le nombre de membres du conseil municipal pour l'élection de 2020 est de onze,.

### Liste des maires
| Période                                  | Période  | Identité      | Étiquette | Qualité         |
| ---------------------------------------- | -------- | ------------- | --------- | --------------- |
| Les données manquantes sont à compléter. |          |               |           |                 |
| avril 1945                               | mai 1964 | Jean Durroux  | SFIO      | Député          |
| mars 2001                                | 2008     | Paul Durroux  |           |                 |
| mars 2008                                | 2014     | André Courset |           |                 |
| mars 2014                                | En cours | Patrick Galy  | SE        | Agent technique |

## Population et société

### Démographie
L'évolution du nombre d'habitants est connue à travers les recensements de la population effectués dans la commune depuis 1793. Pour les communes de moins de 10 000 habitants, une enquête de recensement portant sur toute la population est réalisée tous les cinq ans, les populations de référence des années intermédiaires étant quant à elles estimées par interpolation ou extrapolation. Pour la commune, le premier recensement exhaustif entrant dans le cadre du nouveau dispositif a été réalisé en 2008.

En 2022, la commune comptait 356 habitants, en évolution de +10,9 % par rapport à 2016 (Ariège : +1,48 %, France hors Mayotte : +2,11 %).
| 1793  | 1800 | 1806 | 1821  | 1831  | 1836  | 1841  | 1846  | 1851  |
| ----- | ---- | ---- | ----- | ----- | ----- | ----- | ----- | ----- |
| 1 010 | 944  | 998  | 1 105 | 1 394 | 1 413 | 1 392 | 1 417 | 1 437 |

| 1856  | 1861  | 1866  | 1872  | 1876  | 1881  | 1886  | 1891  | 1896  |
| ----- | ----- | ----- | ----- | ----- | ----- | ----- | ----- | ----- |
| 1 342 | 1 277 | 1 330 | 1 260 | 1 224 | 1 212 | 1 224 | 1 235 | 1 222 |

| 1901  | 1906  | 1911  | 1921 | 1926 | 1931 | 1936 | 1946 | 1954 |
| ----- | ----- | ----- | ---- | ---- | ---- | ---- | ---- | ---- |
| 1 213 | 1 211 | 1 120 | 819  | 813  | 730  | 633  | 595  | 503  |

| 1962 | 1968 | 1975 | 1982 | 1990 | 1999 | 2006 | 2008 | 2013 |
| ---- | ---- | ---- | ---- | ---- | ---- | ---- | ---- | ---- |
| 448  | 418  | 386  | 307  | 314  | 293  | 348  | 364  | 319  |

| 2018 | 2022 | - | - | - | - | - | - | - |
| ---- | ---- | - | - | - | - | - | - | - |
| 346  | 356  | - | - | - | - | - | - | - |

| selon la population municipale des années : | 1968 | 1975 | 1982 | 1990 | 1999 | 2006 | 2009 | 2013 |
| Rang de la commune dans le département      | 74   | 78   | 83   | 89   | 94   | 87   | 85   | 100  |
| Nombre de communes du département           | 340  | 328  | 330  | 332  | 332  | 332  | 332  | 332  |

### Enseignement
Betchat compte une école primaire publique, et fait partie de l'académie de Toulouse.

### Activités sportives
Chasse, randonnée,

### Écologie et recyclage
La déchetterie la plus proche se trouve au lieudit Casséjoul, à Mercenac.

## Économie

### Revenus
En 2018, la commune compte 167 ménages fiscaux, regroupant 327 personnes. La médiane du revenu disponible par unité de consommation est de 20 760 € (19 820 € dans le département).

### Emploi
| Division       | 2008  | 2013   | 2018   |
| -------------- | ----- | ------ | ------ |
| Commune        | 4,8 % | 9,9 %  | 8,5 %  |
| Département    | 8,9 % | 11,1 % | 11,2 % |
| France entière | 8,3 % | 10 %   | 10 %   |

En 2018, la population âgée de 15 à 64 ans s'élève à 188 personnes, parmi lesquelles on compte 70,2 % d'actifs (61,7 % ayant un emploi et 8,5 % de chômeurs) et 29,8 % d'inactifs,. Depuis 2008, le taux de chômage communal (au sens du recensement) des 15-64 ans est inférieur à celui de la France et du département.
La commune fait partie de la couronne de l'aire d'attraction de Saint-Girons, du fait qu'au moins 15 % des actifs travaillent dans le pôle,. Elle compte 28 emplois en 2018, contre 24 en 2013 et 31 en 2008. Le nombre d'actifs ayant un emploi résidant dans la commune est de 118, soit un indicateur de concentration d'emploi de 23,6 % et un taux d'activité parmi les 15 ans ou plus de 45,7 %.
Sur ces 118 actifs de 15 ans ou plus ayant un emploi, 20 travaillent dans la commune, soit 17 % des habitants. Pour se rendre au travail, 84,7 % des habitants utilisent un véhicule personnel ou de fonction à quatre roues, 2,5 % les transports en commun, 4,2 % s'y rendent en deux-roues, à vélo ou à pied et 8,5 % n'ont pas besoin de transport (travail au domicile).

### Activités hors agriculture
15 établissements sont implantés  à Betchat au 31 décembre 2019.
Le secteur des autres activités de services est prépondérant sur la commune puisqu'il représente 40 % du nombre total d'établissements de la commune (6 sur les 15 entreprises implantées  à Betchat), contre 8,8 % au niveau départemental.

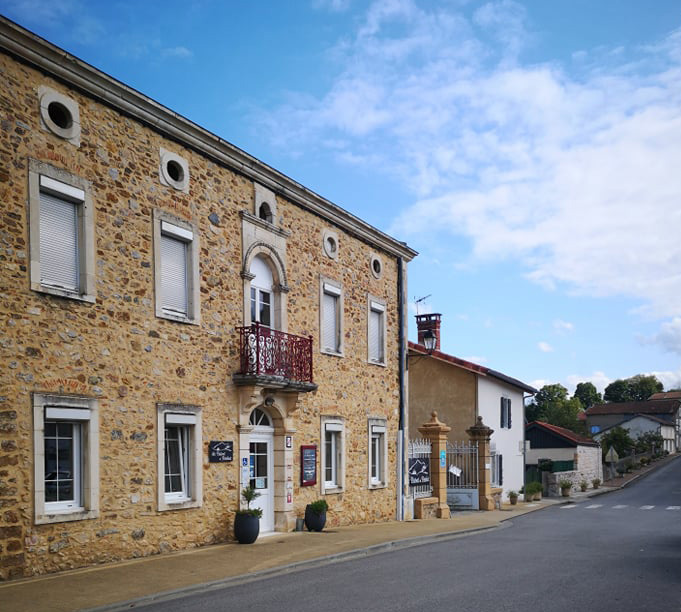
Restaurant à Betchat.

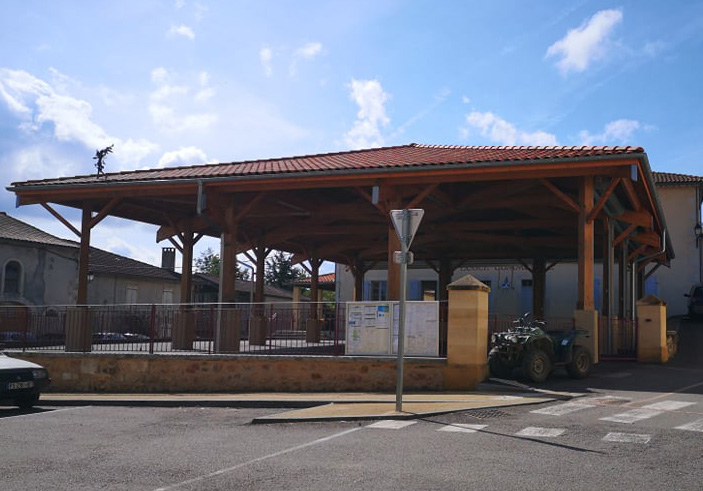
Halle au centre de Betchat.

- Bar-restaurant-gîte de groupe Le Bistrot de Betchat, au village.
- Coutellerie artisanale La Forge de Soulagnet, couteaux L'Estelas et le Couserannais.
- Élevage biologique de vaches de la race locale casta longtemps menacée de disparition, à la ferme du Pioulet.
- Fromages biologiques de chèvre et poules pondeuses, à Belloc.

### Agriculture
La commune fait partie de la petite région agricole dénommée « Région sous-pyrénéenne ». En 2010, l'orientation technico-économique de l'agriculture  sur la commune est l'élevage d'herbivores hors bovins, caprins et porcins.
|                                   | 1988 | 2000 | 2010 |
| --------------------------------- | ---- | ---- | ---- |
| Exploitations                     | 31   | 20   | 15   |
| Superficie agricole utilisée (ha) | 793  | 771  | 651  |

Le nombre d'exploitations agricoles en activité et ayant leur siège dans la commune est passé de 31 lors du recensement agricole de 1988 à 20 en 2000 puis à 15 en 2010, soit une baisse de 52 % en 22 ans. Le même mouvement est observé à l'échelle du département qui a perdu pendant cette période 48 % de ses exploitations. La surface agricole utilisée sur la commune a également diminué, passant de 793 ha en 1988 à 651 ha en 2010. Parallèlement la surface agricole utilisée moyenne par exploitation a augmenté, passant de 26 à 43 ha.

## Culture locale et patrimoine

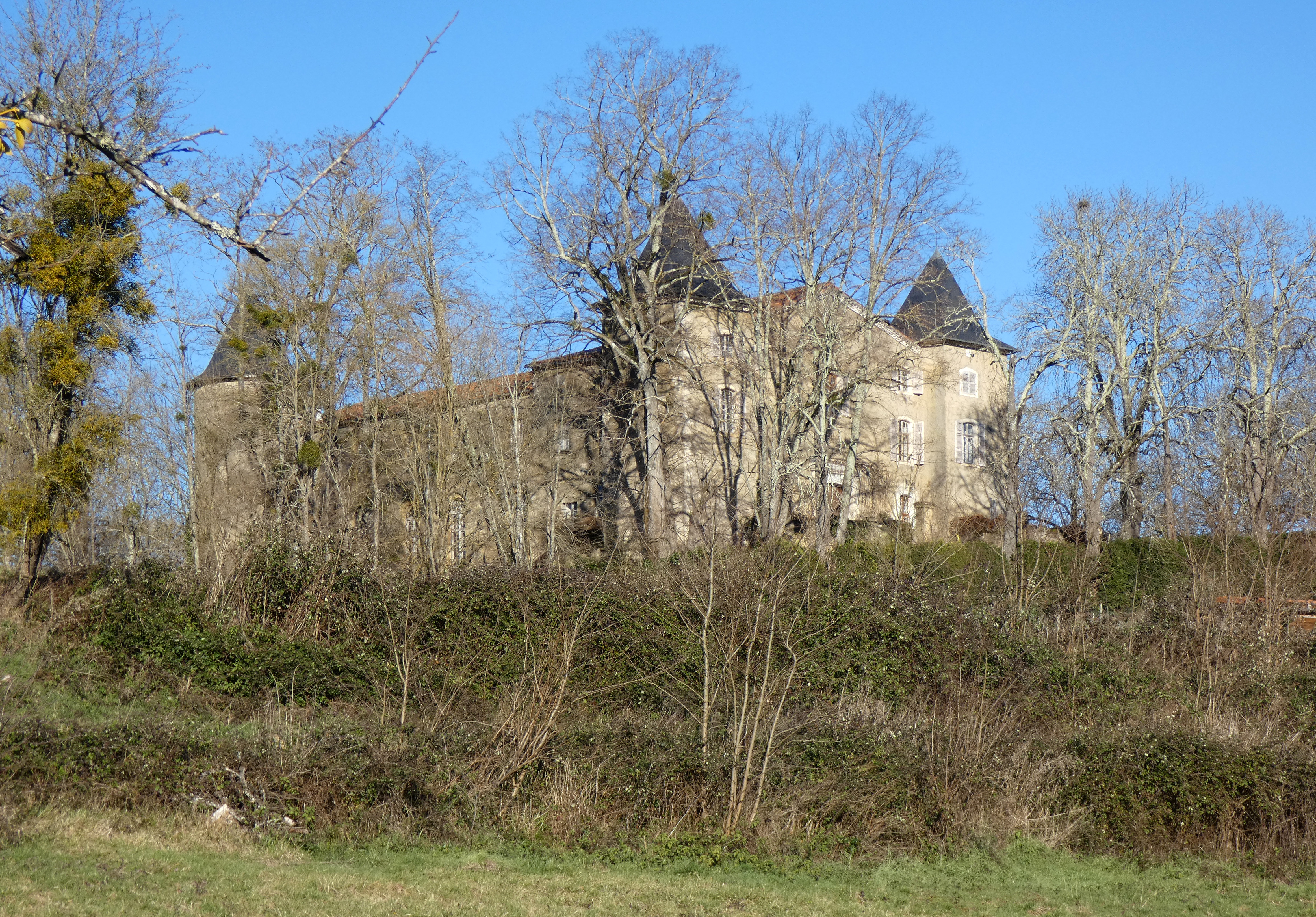
Le château de Castelbon à l'écart du village.

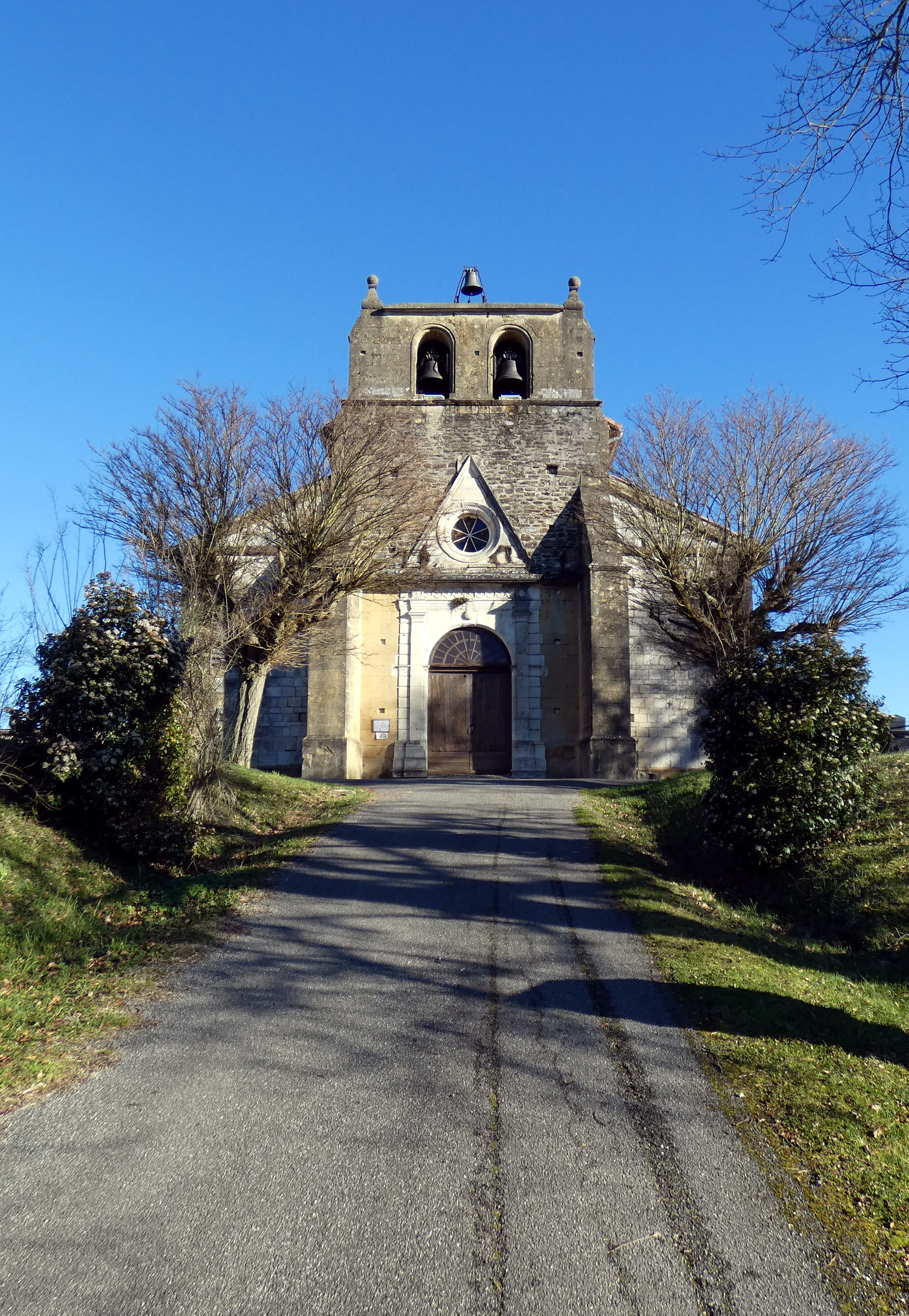
L'église Saint-Ferréol.

### Lieux et monuments
- Château de Castelbon, sur des bases du XIIe siècle et agrandi aux XIVe, XVIe et XVIIIe siècles. Actuellement habité et utilisé en chambres d'hôtes et salle de réception.
- Église Saint-Ferréol de Betchat datant du XIIe siècle, remaniée (incendiée, réparée en 1914), elle abrite des marbres, des peintures dans son chœur ainsi qu'un christ du XIVe siècle et un sarcophage.
- Église Sainte-Luce de Belloc.
- Halle au centre du village.

### Personnalités liées à la commune
- Raimond At de Castelbon, seigneur de Castelbon, tué lors du premier siège de Toulouse en 1211
- François Joseph de Saint-Jean (1744-1825), maréchal de camp de la Révolution française, se retire au château de Castelbon et devient maire..
- Oscar Auriac (1878-1949)[70], philosophe né à Betchat, inspecteur général de l'instruction publique.
- Jean Durroux, député de l'Ariège de 1946 à 1962, né sur la commune le 6 juillet 1910.
- Jean Fort (1883-1968), éditeur à Paris, y est né.
- Alexandre Loubet, député de la Moselle depuis 2022, né à Toulouse le 7 juillet 1994 et a grandi dans le hameau de Belloc où vivent ses grands-parents et parents.

## Pour approfondir